# Фукокурт Ор Нел
Фукокурт Ор Нел (фр. Foucaucourt-Hors-Nesle) насеље је и општина у североисточној Француској у региону Пикардија, у департману Сома која припада префектури Амјен.
По подацима из 2011. године у општини је живело 69 становника, а густина насељености је износила 23,47 становника/km². Општина се простире на површини од 2,94 km². Налази се на средњој надморској висини од 82 метара (максималној 177 m, а минималној 143 m).

## Демографија
| 1962. | 1968. | 1975. | 1982. | 1990. | 1999. | 2011. |
| ----- | ----- | ----- | ----- | ----- | ----- | ----- |
| 81    | 82    | 80    | 77    | 81    | 68    | 69    |

График промене броја становника у току последњих година